# Protea gaguedi
Protea gaguedi es una especie de planta fanerógama similar a  Protea welwitschii y tiene hojas maduras sin pelo y cabezas de flores solitarias.

## Taxonomía
Protea gaguedi fue descrito por Johann Friedrich Gmelin y publicado en Systema Naturae . . . editio decima tertia, aucta, reformata 2: 225. 1791.
Etimología
Protea: nombre genérico que fue creado en 1735 por Carlos Linneo en honor al dios de la mitología griega Proteo que podía cambiar de forma a voluntad, dado que las proteas tienen muchas formas diferentes. 
gaguedi: epíteto
Sinonimia
- Protea chrysolepis Engl. & Gilg
- Protea trigona E. Phillips[2]